# Koningsbrug (Harlingen)
De Koningsbrug is de brug van de Kanaalweg en de Harlingerstraatweg over het Van Harinxmakanaal in de Nederlandse stad Harlingen, aangelegd in 1954. De brug loopt in noord-noordoostelijke richting tussen de zuidelijke Koningsbuurt en het noordelijke Midlum door en werd ook aangeduid als brug te Midlum.
De brug kruist het Van Harinxmakanaal direct ten oosten van de T-kruising met het Verbindingskanaal naar de Franekertrekvaart, op kilometerraai 2,17, dus op ruim twee kilometer varen van het IJsselmeer en de Tsjerk Hiddessluizen. De N31 liep tot 2017 over de brug, maar sindsdien via het Akwadukt Van Harinxmakanaal, zodat de brug nu vooral plaatselijk belang heeft. 

## Doorvaart
Terwijl de provinciale bruggen in het kanaal op afstand bediend worden en geschikt zijn voor een 24-uurs regime, is de Koningsbrug van het Rijk. Hij wordt ter plaatse elektrisch bediend door een brugwachter, maar 's nachts is er geen bediening, en op sommige tijden alleen op afroep via de marifoon. De brug heeft twee doorvaartopeningen: een basculebrug die gesloten een doorvaarthoogte van 5,27 meter heeft bij een doorvaartbreedte van 12 meter, en aan de noordkant een vaste brug met een hoogte van 5,4 meter en een breedte van 22 meter. De taluds van de brug versmallen het kanaal enigszins, tot 37 meter. 
Het kanaal is gedimensioneerd voor schepen van CEMT-klasse IV, maar de grotere klasse V is de standaard in de Nederlandse scheepvaart en wordt toegestaan. Een geladen schip van klasse IV zonder deklast kan afhankelijk van de waterstand onder de vaste brug door. Voor ongeladen schepen, die hoger op het water liggen, moet de basculebrug open, evenals voor klasse V-schepen. Deze hebben een breedte van 11,5 meter en moeten hier stapvoets varen, waarmee de brug een riskante flessenhals is. Dit geldt voor nog enkele andere kunstwerken uit de aanlegperiode van het kanaal, waaronder de Tsjerk Hiddessluizen en de eveneens nabije brug bij Kiesterzijl.

## Geschiedenis
De brug is voltooid in 1954, enkele jaren na het kanaal. Blijkens een krantenbericht uit 1959 kon een in Bergum gebouwd zeeschip de Koningsbrug niet passeren, omdat de doorvaart door een vergissing twintig centimeter smaller was dan de beoogde 12 meter. Daarom moest de Etly Danielsen door het Prinses Margrietkanaal naar Lemmer varen en dan via het IJsselmeer weer naar het noorden om in de haven van Harlingen te komen. Later bleek dat het verschil slechts vier centimeter was, nog altijd te smal voor de scheepsbreedte van 11,96 meter.
Vanaf  de aanleg van de N31 liep die over de Koningsbrug, maar in 2008 presenteerde de gemeente plannen voor een aquaduct, mede omdat de brug in 2010 groot onderhoud nodig zou hebben. Sinds de realisering van het aquaduct in november 2017 loopt de rijksweg als Waadseewei (Waddenzeeweg) door het naastgelegen Akwadukt Van Harinxmakanaal. Er is overwogen om het aquaduct een extra buis te geven zodat de Koningsbrug gesloopt kon worden, maar dit was te duur.
Toen het autoverkeer onder het kanaal door kon, is het zes meter hoge grondlichaam van de N31 afgegraven, wat een visuele hindernis wegnam. De brug is verbreed en gerenoveerd.  Het brugdek ligt niet meer exact haaks over het kanaal maar iets meer noord-zuid, en de toevoerwegen zijn opnieuw aangelegd en ingericht voor lokaal verkeer en landbouwverkeer. Bij werk aan de N31 kan de brug gebruikt worden als omleiding.
De meeste verkeersbruggen over het Van Harinxmakanaal waren in 1991 eigendom van de provincie Friesland, maar de Koningsbrug was Rijkseigendom en in beheer bij Rijkswaterstaat. Rond de aanleg van het aquaduct ketste een overname door de provincie af op geld en een gebrek aan belang.

## Foto's

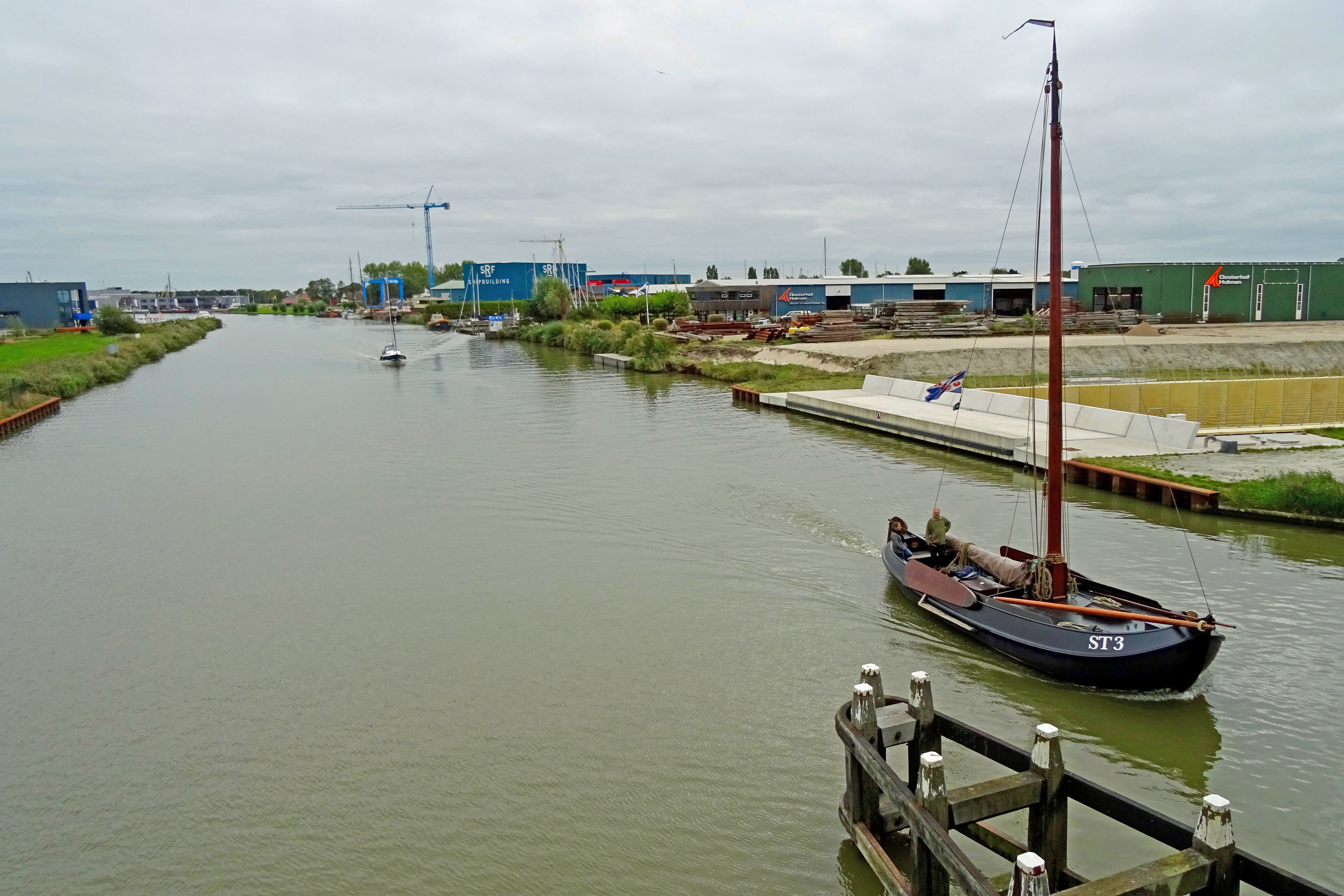
2019: Zicht vanaf de Koningsbrug naar het zuidoosten. Onderaan de foto het remmingwerk van de brug, rechts het aquaduct.
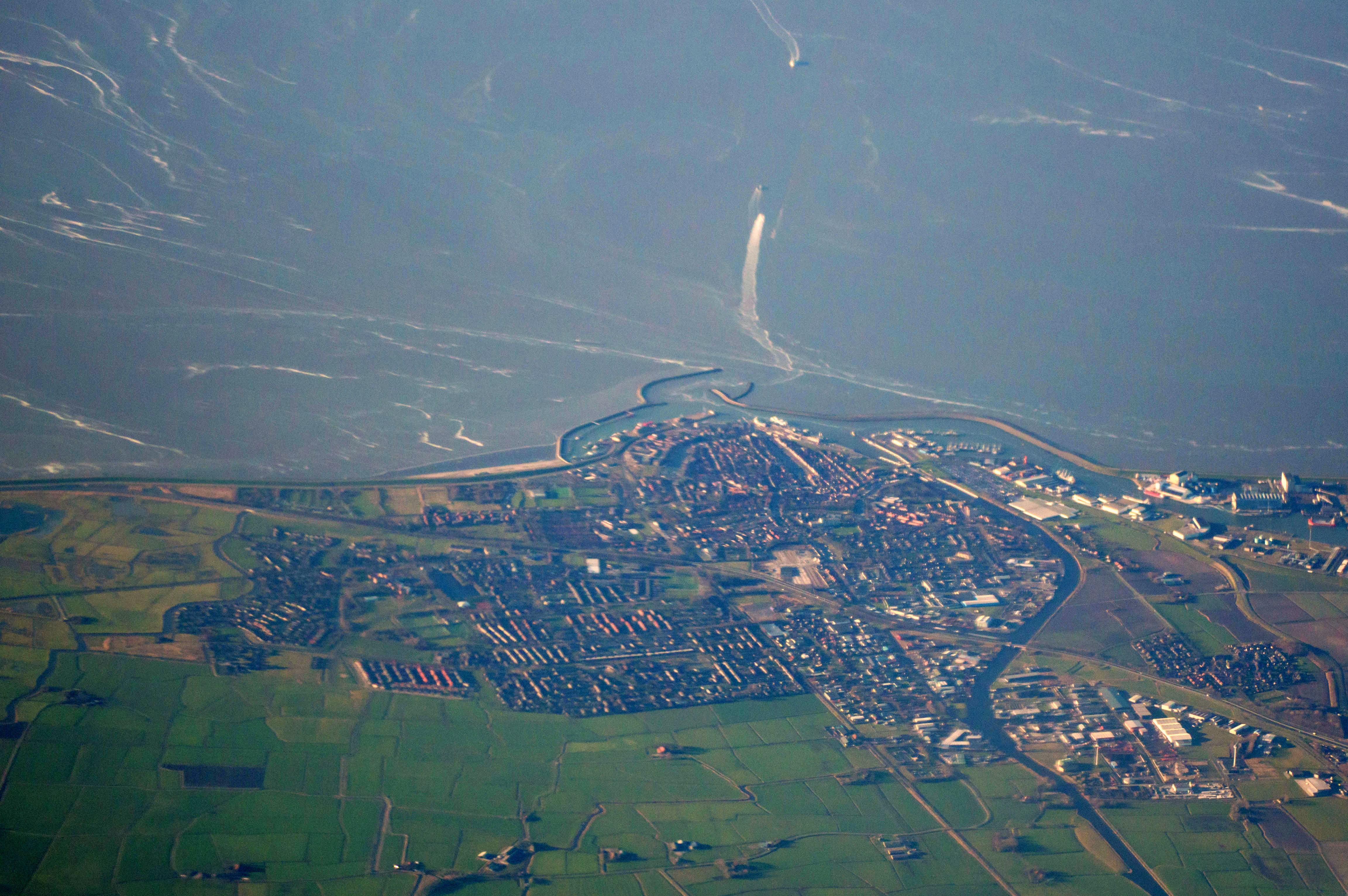
2014: Zicht op Harlingen in de richting van het IJsselmeer. Dwars door het beeld loopt de N31 met de Koningsbrug. Het aquaduct is er nog niet.
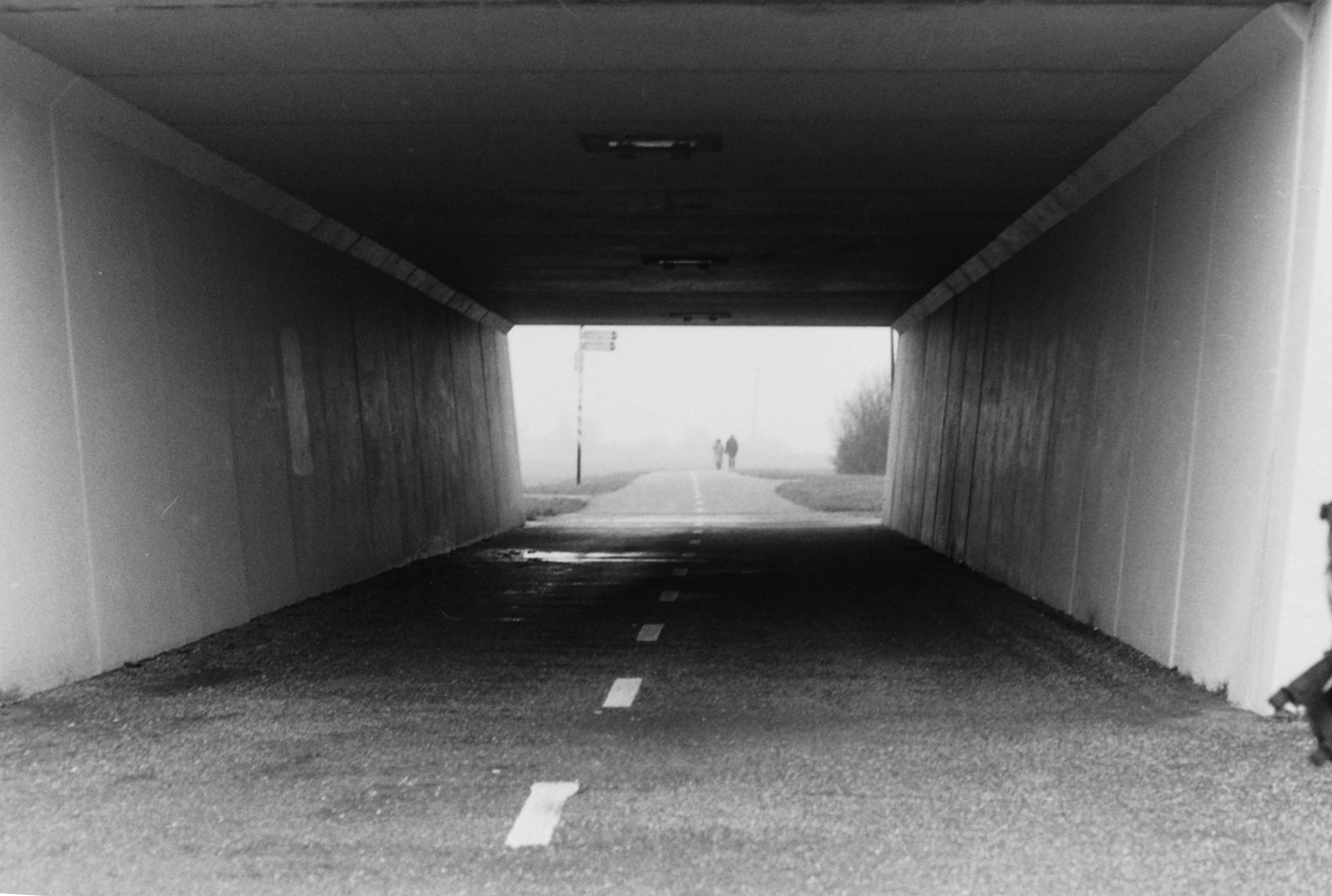
Door de noordelijke oprit loopt sinds 1984 een fietstunnel.
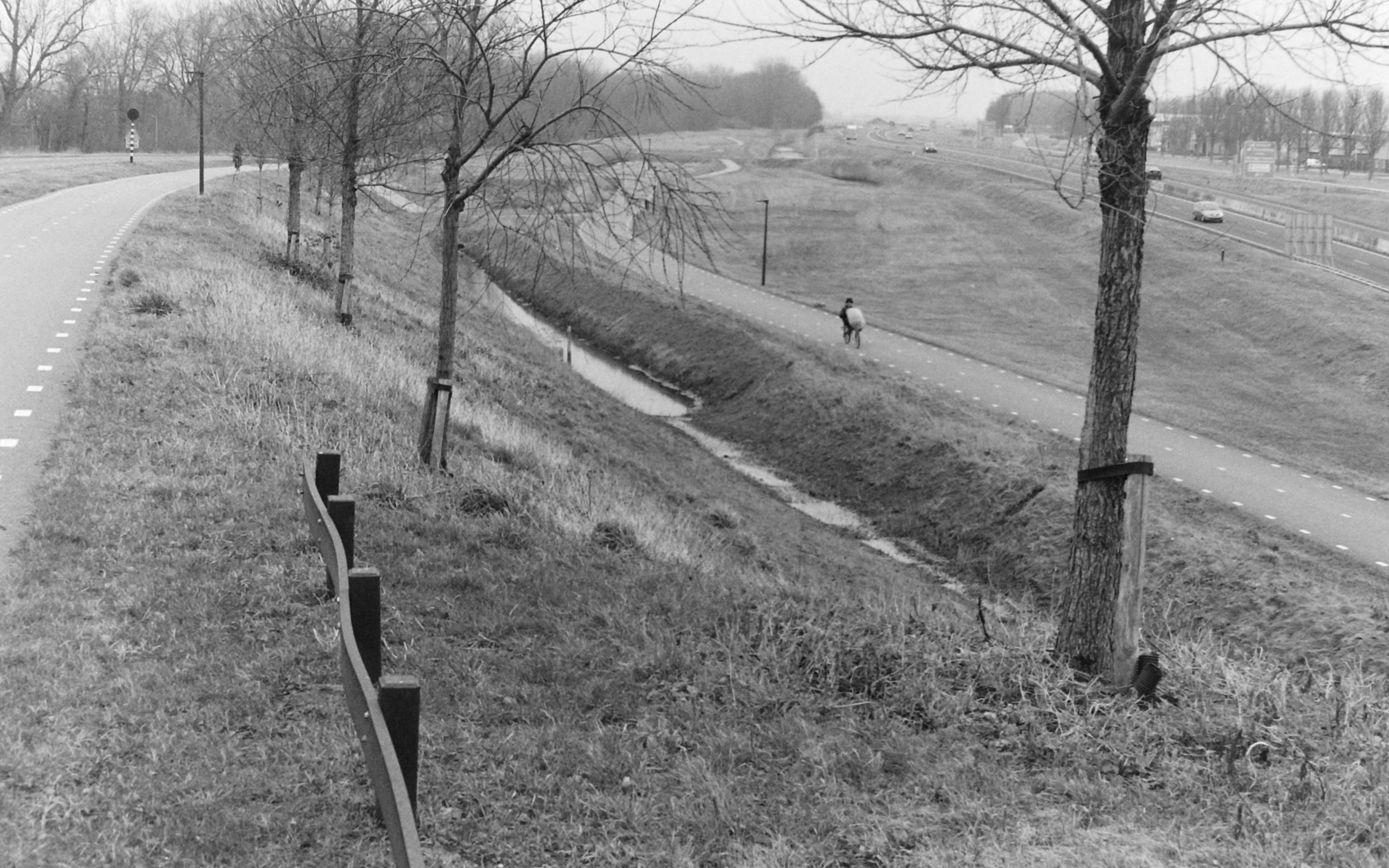
2024: Het fietspad van de Koningsbrug gaat via een haarspeldbocht terug naar het kanaal. Daarlangs loopt het over het aquaduct.